# Zahrádka (Maršovice)
Zahrádka (Duits: Zahratka of Zahratka bei Marschowitz) is een Tsjechische plaats in de gemeente Maršovice, regio Midden-Bohemen, en maakt deel uit van het district Benešov. Het dorp ligt op 3 kilometer afstand van Maršovice.
Zahrádka telt 30 inwoners (2021).

## Geografie
Zahrádka ligt aan de Janovickýbeek, een zijarm van de rivier de Sázava.

## Geschiedenis
De eerste schriftelijke vermelding van het dorp dateert van 1382.
Tijdens de Tweede Wereldoorlog was het dorp onderdeel van het militaire oefenterrein van de Waffen-SS Benešov. Op 31 december 1943 moesten de inwoners daarom noodgedwongen hun huizen verlaten. In 1949 werd Zahrádka, samen met Maršovice, ingedeeld bij het district Benešov.

## Verkeer en vervoer

### Autowegen
Er leidt een regionale weg naar het dorp.

### Spoorlijnen
Er is geen station in Zahrádka. Het dichtstbijzijnde station is in Bystřice, op zo'n 6,5 kilometer afstand. Vanaf daar vertrekken stop- en intercitytreinen naar Benešov, Praag, Tábor en Sedlčany.

### Buslijnen
Er is één bushalte in het dorp:
| Halte               | Lijn(en) | Traject(en)                         | Vervoerder(s) |
| ------------------- | -------- | ----------------------------------- | ------------- |
| Maršovice, Zahrádka | 757 759  | Benešov - Votice Benešov - Neveklov | CŠAD Benešov  |

## Bezienswaardigheden
- Klokkentoren

## Galerij

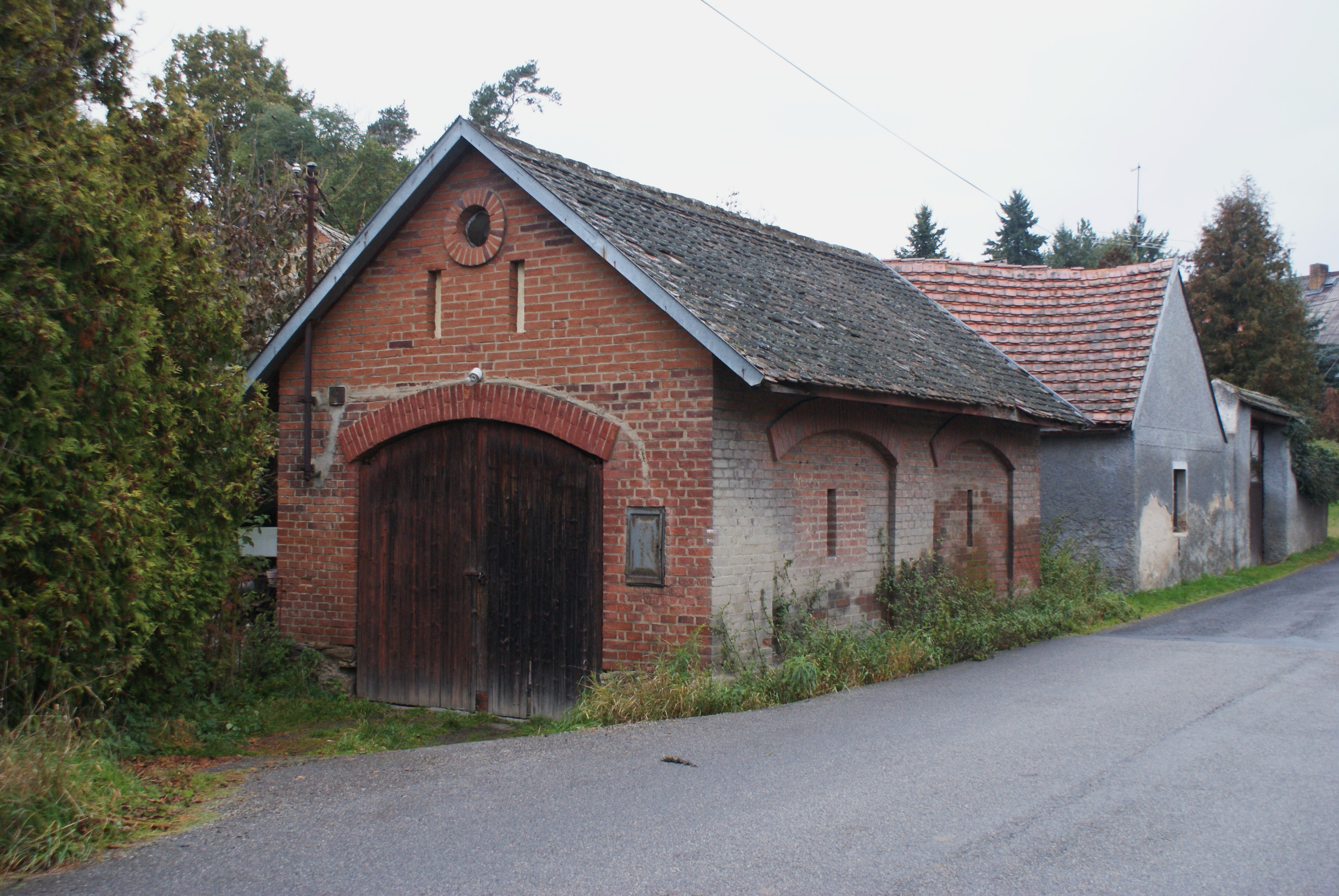
Gebouw in het dorp (2010)
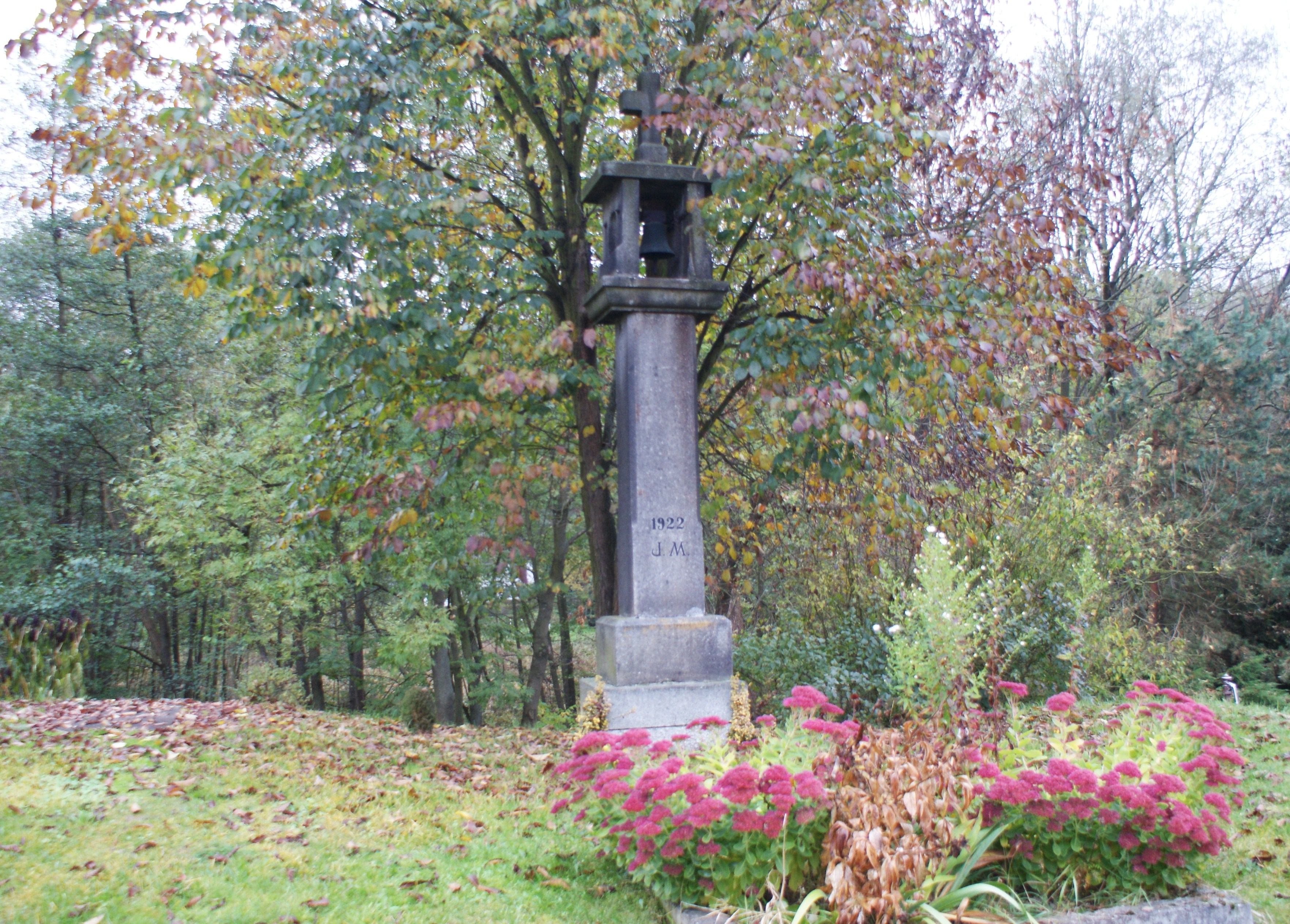
Klokkentoren (2010)